# Cmentarz żydowski w Żmigrodzie
Cmentarz żydowski w Żmigrodzie – kirkut mieści się przy ulicy Willowej. Powstał w 1822. Obecnie nekropolia jest nieogrodzona, zdewastowana i zniszczona. Nie ma na niej macew. Na miejscu cmentarza stoją domy mieszkalne.